# Nick Deacy
Nicholas Simon « Nick » Deacy, né le 19 juillet 1953 à Cardiff, est un footballeur gallois. 

## Biographie
Formé au Merthyr Tydfil, il joue ensuite à Hereford United en 1974, est prêté à Workington en 1974. Il signe en 1975 au PSV Eindhoven aux Pays-Bas. Il remporte la coupe et le championnat des Pays-Bas en 1976 puis le championnat des Pays-Bas et la Coupe UEFA en 1978 face au SC Bastia (0-0, 3-0). Il poursuit ensuite sa carrière en Belgique puis en Angleterre, essentiellement.
Il est sélectionné à 12 reprises et marque 4 buts avec le pays de Galles entre 1977 et 1978.

## Clubs
- 1971–1974 : Merthyr Tydfil
- 1974–1975 : Hereford United
- 1974 : → Workington (prêt)
- 1975–1978 : PSV Eindhoven
- 1978–1979 : K Beringen FC
- 1979–1980 : Vitesse Arnhem
- 1980–1982 : Hull City
- 1982–1983 : Happy Valley
- 1983–1984 : Bury
- 1984 : Merthyr Tydfil
- 1984–1985 : Swansea City
- 1985–1986 : Double Flower
- 1986–1987 : Ebbw Vale
- 1987–1988 : Barry Town

## Palmarès
- Champion des Pays-Bas en 1976 et 1978 avec le PSV Eindhoven
- Vainqueur de la Coupe UEFA en 1978 avec le PSV Eindhoven
- Vainqueur de la coupe des Pays-Bas en 1976 avec le PSV Eindhoven